# بانيوس دي إبرو
بلدية بانيوس دي إبرو (بالإسبانية: Baños de Ebro) هي بلدية تقع في مقاطعة ألافا التابعة لإقليم الباسك شمال إسبانيا.

## الديموغرافيا
يبلغ عدد سكان بلدية بانيوس دي إبرو 324 نسمة عام 2011 (وفقاً للمعهد الوطني للإحصاء الإسباني).
| 335 | 333 | 341 | 344 | 357 | 333 | 324 |